# Phalonidia laetitia
Phalonidia laetitia es una especie de polilla del género Phalonidia, categorizada en la tribu Cochylini, de la subfamilia Tortricinae.
Fue descrita por Clarke en 1968 y publicada en Proc. U.S. natn. Mus. 125: 25. Se distribuye por América del Sur: Argentina, en Ciudad Universitaria, provincia de Tucumán.